# Amentotaxus
Amentotaxus — рід хвойних рослин родини тисових. Приставка «amento-» означає щось на кшталт «сережка», amentotaxus отже, «сережковий тис».

## Таксономічні нотатки
Хоча деякі вчені включають рід у родину Cephalotaxaceae, молекулярні дані свідчать дуже сильно, що він є сестринським до роду Torreya (Fu et al. 1999). Cheng et al. (2000) підтвердили цей висновок за допомогою аналізу matK гена хлоропластів (кодування білка), і окремо з використанням ядерних даних.

## Поширення, екологія
Рід є ендеміком субтропічної Південно-Східної Азії, від Тайваню на захід через південь Китаю до Ассаму в східній Гімалаях, і на південь, у В'єтнам.

## Морфологія
Вічнозелені, дводомні чагарники або невеликі дерева, 2–15 м висотою, схожі на Cephalotaxus, відрізняючись від нього в чоловічими шишками, які тонкі, висячі й ростуть групами (по 2–4 разом). Бруньки розташовані навпроти. Голки лінійно-ланцетні, 4–12 см завдовжки і 6–10 мм шириною, розташовані навпроти, шкірясті, загострені, зверху зелені, з 2 голубуватими смугами на нижній поверхні. Вони відрізняються від роду Cephalotaxus більш широким листям, і від Torreya тим, що листки не гострі. Чоловічі (пилкові) шишки сережкоподібні, довжиною 3–15 см, згруповані в кластери по 2–6 разом, отримані з однієї бруньки. Жіночі (насіннєві) шишки одиничні або згруповані по кілька разом на коротких стеблинках, вони дозрівають приблизно за 18 місяців. Фрукти червонуваті, аріли не зовсім огортають насіння, оскільки відкриті на вершині.